# 張叔煐
張叔煐，湖北省武昌府江夏縣人，清朝政治人物、進士出身。張凯嵩之子。
光緒六年（1880年），参加庚辰科殿試，登進士二甲第67名。同年五月，著分部學習。